# Sainte-Cécile-les-Vignes
Sainte-Cécile-les-Vignes – miejscowość i gmina we Francji, w regionie Prowansja-Alpy-Lazurowe Wybrzeże, w departamencie Vaucluse.
Według danych na rok 1990 gminę zamieszkiwało 1927 osób, a gęstość zaludnienia wynosiła 97 osób/km² (wśród 963 gmin regionu Prowansja-Alpy-W. Lazurowe Sainte-Cécile-les-Vignes plasuje się na 274. miejscu pod względem liczby ludności, natomiast pod względem powierzchni na miejscu 497.).

## Populacja

Populacja Sainte-Cécile-les-Vignes w latach 1962–2008